# Liste von Bergwerken im Rhein-Hunsrück-Kreis

Kommunen im Rhein-Hunsrück-Kreis.

Die Liste von Bergwerken im Rhein-Hunsrück-Kreis umfasst Bergwerke im Rhein-Hunsrück-Kreis, Rheinland-Pfalz. 

## Liste

### Verbandsgemeinde Emmelshausen
| Name          | Stadt/Gemeinde                               | Bemerkung      | Lage | Beginn | Ende | Bild |
| ------------- | -------------------------------------------- | -------------- | ---- | ------ | ---- | ---- |
| Camilla       | Emmelshausen (VG), OG Hungenroth / OG Norath | Blei, Zink     | Lage |        |      |      |
| Stollen       | Emmelshausen, OG Morshausen                  | Länge 100 m    | Lage |        |      |      |
| Stollen       | Emmelshausen, OG Schloß Reifenthal           | [ 3 ]          | Lage |        |      |      |
| Stollen       | Emmelshausen, OG Gondershausen               | [ 3 ]          | Lage |        |      |      |
| Gute Hoffnung | Emmelshausen, OG Hungenroth                  | Eisen          |      |        |      |      |
| Kronprinz     | Emmelshausen, OG Halsenbach                  | Eisen          |      |        |      |      |
| Petrus        | Emmelshausen, OG Gondershausen               | Stollen        | Lage |        |      |      |
| Petrus        | Emmelshausen, OG Gondershausen               | Stollen Nr. S8 | Lage |        |      |      |
| Petrus        | Emmelshausen, OG Gondershausen               | Stollen Nr. S3 | Lage |        |      |      |
| Petrus        | Emmelshausen, OG Gondershausen               | Stollen Nr. S5 | Lage |        |      |      |
| Stollen       | Emmelshausen, OG Gondershausen               | Schiefer       | Lage |        |      |      |
| Stollen       | Emmelshausen, OG Gondershausen               | Schiefer       | Lage |        |      |      |
| Stollen       | Emmelshausen, OG Gondershausen               | Schiefer       | Lage |        |      |      |
| Stollen       | Emmelshausen, OG Gondershausen               | Schiefer       | Lage |        |      |      |
| Stollen       | Emmelshausen, OG Gondershausen               | Schiefer       | Lage |        |      |      |
| Stollen       | Emmelshausen, OG Gondershausen               | Schiefer       | Lage |        |      |      |

### Verbandsgemeinde Hunsrück-Mittelrhein
| Name                           | Stadt/Gemeinde      | Bemerkung                                    | Lage | Beginn | Ende | Bild |
| ------------------------------ | ------------------- | -------------------------------------------- | ---- | ------ | ---- | ---- |
| Eid (Werlau)                   | Sankt Goar –Werlau  | Zink, Blei, Kupfer; ein Stollen, ein Schacht | Lage |        |      |      |
| Friedrich-Wilhelm-Stollen      | Sankt Goar–Werlau   | Stollenmund auf 98 m; 5.970 m langer Stollen |      |        |      |      |
| Prinzenstein                   | Sankt Goar – Werlau | Zink, Blei, Kupfer; sowie Gründelbachstollen | Lage |        |      |      |
| Gustav                         | Sankt Goar – Werlau | Blei, Zink, Kupfer                           | Lage |        |      |      |
| Frankscheider Schacht          | Sankt Goar – Werlau | [ 3 ]                                        | Lage |        |      |      |
| Peitlerstollen (Frankscheider) | Sankt Goar – Werlau | Stollenmund auf 240 m, 840 m langer Stollen  | Lage |        |      |      |
| Gustav Schacht                 | Sankt Goar – Werlau | Teufe 433 m                                  | Lage |        |      |      |
| Werlauer Schacht               | Sankt Goar – Werlau | Teufe 213 m; ehemals Adolf-Hitler Schacht    | Lage |        |      |      |
| Ehrenreicher Schacht (?)       | Sankt Goar – Werlau | Teufe 40 m                                   | Lage |        |      |      |
| Florenz Schacht (?)            | Sankt Goar – Werlau | [ 3 ]                                        | Lage |        |      |      |
| Mittelschacht (?)              | Sankt Goar – Werlau | Teufe 70 m (versetzt 685 m)                  | Lage |        |      |      |
| Schacht                        | Sankt Goar – Werlau | [ 3 ]                                        | Lage |        |      |      |

### Verbandsgemeinde Kastellaun
| Name                   | Stadt/Gemeinde                          | Bemerkung | Lage | Beginn  | Ende | Bild |
| ---------------------- | --------------------------------------- | --------- | ---- | ------- | ---- | ---- |
| Apollo                 | VG Kastellaun, OG Mastershausen         | Eisen     |      |         |      |      |
| Diana                  | VG Kastellaun, OG Buch                  | Eisen     |      |         |      |      |
| Friedrichsglück        | VG Kastellaun, OG Uhler                 | Eisen     |      |         |      |      |
| Manganerzbergwerk Ilse | Kastellaun (VG), OG Bell                | Mangan    |      | 18. Jh. |      |      |
| Petra                  | VG Kastellaun, OG Beltheim, OT Sevenich | Eisen     |      |         |      |      |

### Verbandsgemeinde Kirchberg
| Name          | Stadt/Gemeinde              | Bemerkung                                            | Lage | Beginn | Ende | Bild |
| ------------- | --------------------------- | ---------------------------------------------------- | ---- | ------ | ---- | ---- |
| Allern        | Lindenschied                | Schiefer; Maschinenschacht                           |      |        |      |      |
| Bonnenberg    | Belg                        | Schiefer                                             |      |        |      |      |
| Brautberg     | Würrich                     | Schiefer                                             |      |        |      |      |
| Gute Hoffnung | Hahn / Altlay               | Schiefer; zwischen Hahn und Altlay; Maschinenschacht |      |        |      |      |
| Kaisergrube   | Gemünden                    | Schiefer; Maschinenschacht (60 m tief)               |      |        |      |      |
| Kammersberg   | Woppenroth                  | Schiefer                                             |      |        |      |      |
| Kuhnenbruch   | Gemünden                    | Schiefer                                             |      |        |      |      |
| Neue Hoffnung | Gemünden                    | Schiefer                                             |      |        |      |      |
| Stollen       | Kirchberg (VG), OG Gemünden | Schiefer                                             | Lage |        |      |      |
| Stollen       | Belg                        | Blei, Zink, Silber, Kupfer                           | Lage |        |      |      |
| Stollen       | Belg                        | Blei, Zink, Silber, Kupfer                           | Lage |        |      |      |
| Stollen       | Belg                        | Blei, Zink, Silber, Kupfer                           | Lage |        |      |      |
| Stollen       | Belg                        | Blei, Zink, Silber, Kupfer                           | Lage |        |      |      |
| Stollen       | Belg                        | Blei, Zink, Silber, Kupfer                           | Lage |        |      |      |

### Verbandsgemeinde Simmern-Rheinböllen
| Name                  | Stadt/Gemeinde                    | Bemerkung           | Lage | Beginn | Ende | Bild |
| --------------------- | --------------------------------- | ------------------- | ---- | ------ | ---- | ---- |
| Grube Eid (Alterkülz) | Simmern (VG), OG Alterkülz        | Blei, Zink, Kupfer; | Lage | 1870   | 1907 |      |
| Castro                | VG Simmern/Hunsrück, OT Simmern ? | [ 13 ]              |      |        |      |      |
| Rheinböllen           | Rheinböllen                       | Schiefer            |      |        |      |      |